# Tribunal de grande instance (Cameroun)
La compétence territoriale du tribunal de grande instance s'étend au département. Toutefois, selon les nécessités de service, le ressort de ce tribunal peut comprendre plusieurs départements. Le tribunal de grande instance est compétent :
- en matière pénale, pour le jugement des crimes et délits connexes ;
- en matière civile, commerciale et sociale pour le jugement des différends lorsque le montant de la demande excède cinq cent mille francs (500 000 francs CFA) ; en matière civile pour connaître des actions et procédures relatives à l'état des personnes, à l'état-civil, au mariage, au divorce, à la filiation sous réserve des compétences reconnues aux juridictions traditionnelles.